# Населённые пункты Костромской области в районах (от А до Н)
Численность населения сельских населённых пунктов приведена по данным переписи населения 2010 года, численность населения городских населённых пунктов (посёлков городского типа (рабочих посёлков) и городов) — по оценке на 1 января 2021 года.

## Антроповский
| №   | Населённый пункт    | Тип          | Население |
| --- | ------------------- | ------------ | --------- |
| 1   | Алексеевское        | деревня      | 0         |
| 2   | Ананьино            | деревня      | 0         |
| 3   | Андрюшино           | деревня      | 1         |
| 4   | Антропово           | посёлок      | 3182      |
| 5   | Бакшеево            | деревня      | 0         |
| 6   | Бедрино             | деревня      | 102       |
| 7   | Бекренево           | деревня      | 0         |
| 8   | Белозёрово          | деревня      | 0         |
| 9   | Бетелёво            | деревня      | 30        |
| 10  | Бобново             | деревня      | 0         |
| 11  | Боговское           | село         | 15        |
| 12  | Богослов            | село         | 58        |
| 13  | Болотово            | деревня      | 1         |
| 14  | Ботвино             | деревня      | 0         |
| 15  | Будаево             | деревня      | 2         |
| 16  | Бурдаково           | деревня      | 0         |
| 17  | Бутырино            | деревня      | 0         |
| 18  | Бушнево             | село         | 2         |
| 19  |                     | деревня      | 0         |
| 20  | Васильевка          | деревня      | 1         |
| 21  | Васютки             | деревня      | 0         |
| 22  | Власьевка           | деревня      | 0         |
| 23  | Волково             | деревня      | 1         |
| 24  | Воскресенское       | деревня      | 3         |
| 25  | Высоково            | деревня      | 25        |
| 26  | Высоково            | деревня      | 0         |
| 27  | Георгиевское        | село         | 1         |
| 28  | Гладышево           | деревня      | 0         |
| 29  | Голенищево          | деревня      | 0         |
| 30  | Голочелово          | деревня      | 5         |
| 31  | Голузино            | деревня      | 0         |
| 32  | Гора                | деревня      | 16        |
| 33  | Григорово           | деревня      | 0         |
| 34  | Гридино             | деревня      | 0         |
| 35  | Гусево              | деревня      | 1         |
| 36  | Дворище             | деревня      | 1         |
| 37  | Дегтярёво           | деревня      | 0         |
| 38  | Демино              | деревня      | 12        |
| 39  | Демино              | деревня      | 0         |
| 40  | Дуброво             | деревня      | 0         |
| 41  | Дуплехово           | деревня      | 3         |
| 42  | Ерёмшино            | деревня      | 5         |
| 43  | Ермолино            | деревня      | 0         |
| 44  | Жихарево            | деревня      | 11        |
| 45  | Заболотье           | деревня      | 7         |
| 46  | Зачин               | деревня      | 0         |
| 47  | Зимнево             | деревня      | #Н/Д      |
| 48  | Ианнополь           | деревня      | 27        |
| 49  | Иваньково           | деревня      | 0         |
| 50  | Ивашево             | деревня      | 12        |
| 51  | Игнатьево           | деревня      | 3         |
| 52  | Ильинское           | деревня      | 0         |
| 53  | Исаково             | деревня      | 1         |
| 54  | Искра               | деревня      | 11        |
| 55  | Канино              | деревня      | 0         |
| 56  | Колбино             | деревня      | 0         |
| 57  | Комарово            | деревня      | 0         |
| 58  | Конышево            | деревня      | 31        |
| 59  | Кордомец            | деревня      | 0         |
| 60  | Костарово           | деревня      | 5         |
| 61  | Кострыгино          | деревня      | 0         |
| 62  | Котельниково        | деревня      | 191       |
| 63  | Кочерёмово          | деревня      | 0         |
| 64  | Красник             | деревня      | 9         |
| 65  | Красник-Эльский     | деревня      | 2         |
| 66  | Красница            | деревня      | 0         |
| 67  | Красница-на-Щученке | деревня      | 0         |
| 68  | Крутица             | деревня      | 0         |
| 69  | Курилово            | деревня      | 133       |
| 70  | Курново             | деревня      | 134       |
| 71  | Легитово            | деревня      | 61        |
| 72  | Лежнево             | село         | 15        |
| 73  | Лучкино             | деревня      | 0         |
| 74  | Макарово            | деревня      | 0         |
| 75  | Малинино            | посёлок      | 303       |
| 76  | Малое Шалдово       | деревня      | 1         |
| 77  | Малышево            | деревня      | 0         |
| 78  | Маркашево           | деревня      | 0         |
| 79  | Мелехино            | деревня      | 7         |
| 80  | Мильгуново          | деревня      | 0         |
| 81  | Митево              | деревня      | 0         |
| 82  | Митюково            | деревня      | 5         |
| 83  | Михайловское        | село         | 97        |
| 84  | Михали              | деревня      | 1         |
| 85  | Михеево             | деревня      | 0         |
| 86  | Могучево            | деревня      | 32        |
| 87  | Мокеево             | деревня      | 0         |
| 88  | Монаково            | ж.д. разъезд | 6         |
| 89  | Мохначево           | деревня      | 0         |
| 90  | Мухино              | деревня      | 8         |
| 91  | Мызино              | деревня      | 0         |
| 92  | Неверово            | деревня      | 45        |
| 93  | Немытки             | деревня      | 2         |
| 94  | Нечайково           | деревня      | 0         |
| 95  | Николо-Угол         | ж.д. разъезд | 0         |
| 96  | Никулино            | деревня      | 1         |
| 97  | Никулищево          | деревня      | 1         |
| 98  | Нифаново            | деревня      | 20        |
| 99  | Новинское           | деревня      | 11        |
| 100 | Огонково            | деревня      | 16        |
| 101 | Охотино             | деревня      | 1         |
| 102 | Палкино             | село         | 1028      |
| 103 | Паново              | деревня      | 11        |
| 104 | Пенье               | деревня      | 1         |
| 105 | Пеньки              | село         | 149       |
| 106 | Первушино           | деревня      | 7         |
| 107 | Першино             | деревня      | 1         |
| 108 | Першуково           | деревня      | 2         |
| 109 | Пестово             | деревня      | 27        |
| 110 | Плаксино            | деревня      | 1         |
| 111 | Подель              | деревня      | 30        |
| 112 | Половецкое          | деревня      | 9         |
| 113 | Полутино            | деревня      | 1         |
| 114 | Помчище             | деревня      | 123       |
| 115 | Понизье             | село         | 88        |
| 116 | Починок             | деревня      | 0         |
| 117 | Просек              | деревня      | 346       |
| 118 | Пуминово            | деревня      | 13        |
| 119 | Романово            | деревня      | 3         |
| 120 | Савино              | деревня      | 51        |
| 121 | Савкино             | деревня      | 0         |
| 122 | Сатиево             | деревня      | 0         |
| 123 | Сатинское           | деревня      | 1         |
| 124 | Сваино              | деревня      | 4         |
| 125 | Семёшево            | деревня      | 4         |
| 126 | Скорлываново        | деревня      | 6         |
| 127 | Слобода             | деревня      | 51        |
| 128 | Словинка            | село         | 149       |
| 129 | Спирково            | деревня      | 3         |
| 130 | Степино             | деревня      | 0         |
| 131 | Сухоломово          | деревня      | 13        |
| 132 | Терёшино            | деревня      | 3         |
| 133 | Торопово            | деревня      | 11        |
| 134 | Трифон              | село         | 173       |
| 135 | Троицкое            | деревня      | 9         |
| 136 | Трухино             | деревня      | 0         |
| 137 | Турилово            | деревня      | 27        |
| 138 | Федяево             | деревня      | 2         |
| 139 | Филёво              | деревня      | 1         |
| 140 | Филино-Погарь       | деревня      | 0         |
| 141 | Халезово            | деревня      | 1         |
| 142 | Хлопцово            | деревня      | 11        |
| 143 | Цибаково            | деревня      | 6         |
| 144 | Чахово              | деревня      | 3         |
| 145 | Чашково             | деревня      | 5         |
| 146 | Чебаново            | деревня      | 9         |
| 147 | Шалдово             | деревня      | 3         |
| 148 | Шарапово            | деревня      | 9         |
| 149 | Шастово             | деревня      | 38        |
| 150 | Шахматово           | деревня      | 0         |
| 151 | Шильдяково          | деревня      | 2         |
| 152 | Шолохово            | деревня      | 2         |
| 153 | Шутово              | деревня      | 7         |
| 154 | Юркино              | деревня      | 0         |
| 155 | Юрьево              | деревня      | 4         |
| 156 | Ястребино           | деревня      | 1         |

## Буйский
| №   | Населённый пункт     | Тип                  | Население |
| --- | -------------------- | -------------------- | --------- |
| 1   | 697 км               | ж.д. будка           | 0         |
| 2   | Алешково             | деревня              | 4         |
| 3   | Ананьино             | деревня              | 0         |
| 4   | Андреевское          | деревня              | 0         |
| 5   | Анциферово           | деревня              | 1         |
| 6   | Аргунка              | деревня              | 0         |
| 7   | Афонасково           | деревня              | 5         |
| 8   | Афонино              | деревня              | 148       |
| 9   | Афонино              | деревня              | 3         |
| 10  | Бараново             | деревня              | 397       |
| 11  | Бариново             | деревня              | 3         |
| 12  | Барское-Махрово      | деревня              | 10        |
| 13  | Бартенево            | деревня              | 3         |
| 14  | Барыково             | деревня              | 1         |
| 15  | Башмаково            | деревня              | 1         |
| 16  | Бендино              | деревня              | 11        |
| 17  | Благоногово          | деревня              | 1         |
| 18  | Боково               | деревня              | 38        |
| 19  | Большое Барашково    | деревня              | 0         |
| 20  | Большое Молочное     | деревня              | #Н/Д      |
| 21  | Большой Дор          | деревня              | 225       |
| 22  | Борисиково           | деревня              | 0         |
| 23  | Боровский Починок    | деревня              | 7         |
| 24  | Борок                | село                 | 578       |
| 25  | Боярское             | деревня              | 16        |
| 26  | Бродни               | посёлок ж.д. станции | 3         |
| 27  | Брызгалово           | деревня              | 0         |
| 28  | Будущево             | деревня              | 0         |
| 29  | Ваганово             | деревня              | 3         |
| 30  | Вакорино             | деревня              | 6         |
| 31  | Ванево               | деревня              | 0         |
| 32  | Вантино              | деревня              | 0         |
| 33  | Васильевское         | деревня              | 4         |
| 34  | Васютино             | деревня              | 5         |
| 35  | Васятино             | деревня              | 10        |
| 36  | Вахрушево            | деревня              | 39        |
| 37  | Вертуново            | деревня              | 0         |
| 38  | Власово              | деревня              | 4         |
| 39  | Внуково              | деревня              | 2         |
| 40  | Воробьёво            | деревня              | 0         |
| 41  | Воскресенье          | село                 | 150       |
| 42  | Вторка               | деревня              | 0         |
| 43  | Выездново            | деревня              | 0         |
| 44  | Высоково             | деревня              | 0         |
| 45  | Вятка                | деревня              | 4         |
| 46  | Гавриловское         | деревня              | 28        |
| 47  | Гагарино             | посёлок              | 85        |
| 48  | Галкино              | деревня              | 10        |
| 49  | Глебовское           | деревня              | 20        |
| 50  | Глобеново            | деревня              | 10        |
| 51  | Горка                | деревня              | 1         |
| 52  | Горлово              | деревня              | 6         |
| 53  | Горшково             | деревня              | 48        |
| 54  | Григорьево           | деревня              | 12        |
| 55  | Груздево             | деревня              | 0         |
| 56  | Гульбино             | деревня              | 0         |
| 57  | Гусево               | деревня              | 23        |
| 58  | Гускино              | деревня              | 0         |
| 59  | ГЭС                  | деревня              | 16        |
| 60  | Деньгово             | деревня              | 9         |
| 61  | Деньговская          | ж.д. будка           | 2         |
| 62  | Дмитриевка           | посёлок              | 3         |
| 63  | Дмитриево            | деревня              | 0         |
| 64  | Дмитриевское         | деревня              | 0         |
| 65  | Дмитриково           | деревня              | 0         |
| 66  | Добрецово            | деревня              | 166       |
| 67  | Дор                  | село                 | 190       |
| 68  | Дор-Павловский       | деревня              | 0         |
| 69  | Дор-Переверткин      | деревня              | 1         |
| 70  | Дор-Шача             | деревня              | 2         |
| 71  | Дубровки             | деревня              | 5         |
| 72  | Дудорово             | деревня              | 0         |
| 73  | Дъяконово            | деревня              | 82        |
| 74  | Дьяконка             | деревня              | 1         |
| 75  | Елегино              | деревня              | 198       |
| 76  | Елино                | деревня              | 0         |
| 77  | Емельяново           | деревня              | 3         |
| 78  | Еретиково            | деревня              | 0         |
| 79  | Ермолино             | деревня              | 3         |
| 80  | Жуйкино              | деревня              | 0         |
| 81  | Заломаево            | деревня              | 4         |
| 82  | Заломаево            | ж.д. разъезд         | 3         |
| 83  | Захарово             | деревня              | 112       |
| 84  | Золотунино           | деревня              | 0         |
| 85  | Иванищево            | деревня              | 0         |
| 86  | Ивановское           | деревня              | 0         |
| 87  | Иваньково            | деревня              | 8         |
| 88  | Ивонино              | деревня              | 0         |
| 89  | Игумново             | деревня              | 206       |
| 90  | Ильино               | деревня              | 129       |
| 91  | Ильинское            | деревня              | 1         |
| 92  | Ильинское            | село                 | 0         |
| 93  | Казаково             | деревня              | 0         |
| 94  | Казариново           | ж.д. станция         | 30        |
| 95  | Калинино             | деревня              | 10        |
| 96  | Калинкино            | деревня              | 0         |
| 97  | Каменка              | деревня              | 0         |
| 98  | Камешки              | деревня              | 0         |
| 99  | Каплино              | деревня              | 45        |
| 100 | Каплинский Починок   | деревня              | 2         |
| 101 | Карповское           | деревня              | 0         |
| 102 | Карповское-на-Письме | деревня              | 1         |
| 103 | Кирьяково            | деревня              | 4         |
| 104 | Кисляково            | деревня              | 0         |
| 105 | Княгинино            | деревня              | 10        |
| 106 | Княжево              | деревня              | 0         |
| 107 | Кокотово             | деревня              | 3         |
| 108 | Колодино             | деревня              | 30        |
| 109 | Колотилово           | деревня              | 7         |
| 110 | Конищево             | деревня              | 5         |
| 111 | Контеево             | село                 | 159       |
| 112 | Коныгино             | деревня              | 5         |
| 113 | Корёга               | посёлок              | 713       |
| 114 | Корёга               | разъезд              | 16        |
| 115 | Косинское            | деревня              | 0         |
| 116 | Костиново            | деревня              | 100       |
| 117 | Кошкарово            | деревня              | 0         |
| 118 | Кренёво              | деревня              | 261       |
| 119 | Кринки               | деревня              | 1         |
| 120 | Кузнецово            | деревня              | 0         |
| 121 | Куницино             | деревня              | 1         |
| 122 | Куприяново           | деревня              | 0         |
| 123 | Куребрино            | деревня              | 119       |
| 124 | Курилово             | деревня              | 38        |
| 125 | Куриловский Починок  | деревня              | 29        |
| 126 | Кусакино             | деревня              | 8         |
| 127 | Леоново              | деревня              | 3         |
| 128 | Ликурга              | село                 | 351       |
| 129 | Липятино             | деревня              | 16        |
| 130 | Лобановка            | деревня              | 0         |
| 131 | Логиново             | деревня              | 8         |
| 132 | Лоходомово           | деревня              | 8         |
| 133 | Лошниково            | деревня              | 0         |
| 134 | Лужок                | село                 | 187       |
| 135 | Лытавино             | деревня              | 4         |
| 136 | Макарий              | погост               | 12        |
| 137 | Малавино             | посёлок              | 1         |
| 138 | Малое Барашково      | деревня              | 0         |
| 139 | Малое Молочное       | деревня              | 25        |
| 140 | Малое Федорково      | деревня              | 0         |
| 141 | Малое Яковлевское    | деревня              | 6         |
| 142 | Мальгино             | деревня              | 6         |
| 143 | Маслово              | деревня              | 2         |
| 144 | Матвеево             | деревня              | 2         |
| 145 | Матвейково           | деревня              | 3         |
| 146 | Махрово              | ж.д. разъезд         | 99        |
| 147 | Махрово              | село                 | 74        |
| 148 | Мельниково           | деревня              | 0         |
| 149 | Мешково              | деревня              | 62        |
| 150 | Мизрино              | деревня              | 20        |
| 151 | Митяево              | деревня              | 1         |
| 152 | Михеево              | деревня              | 5         |
| 153 | Молога               | деревня              | 62        |
| 154 | Мыс                  | деревня              | 5         |
| 155 | Мягково              | деревня              | 1         |
| 156 | Нагорное             | деревня              | 0         |
| 157 | Натальино            | деревня              | 10        |
| 158 | Нижнее               | деревня              | 2         |
| 159 | Николо-Залесье       | село                 | 3         |
| 160 | Николо-Чудца         | село                 | 0         |
| 161 | Новинки              | деревня              | 2         |
| 162 | Новографское         | деревня              | 6         |
| 163 | Новосёлки            | деревня              | 0         |
| 164 | Ногавицыно           | деревня              | 0         |
| 165 | Ноздрино             | деревня              | 0         |
| 166 | Носково              | деревня              | 2         |
| 167 | Обиженово            | деревня              | 2         |
| 168 | Обухово              | деревня              | 41        |
| 169 | Овсяниково           | деревня              | 18        |
| 170 | Ожогово              | деревня              | 0         |
| 171 | Ососово              | деревня              | 0         |
| 172 | Ощепково             | деревня              | 3         |
| 173 | Павловское           | село                 | 4         |
| 174 | Пакшино              | деревня              | 0         |
| 175 | Панино               | деревня              | 0         |
| 176 | Паршутино            | деревня              | 6         |
| 177 | Пескотнево           | деревня              | 0         |
| 178 | Печенга              | деревня              | 5         |
| 179 | Пигалицино           | деревня              | 1         |
| 180 | Пилатово             | деревня              | 0         |
| 181 | Пилятино             | село                 | 33        |
| 182 | Пирогово             | деревня              | 14        |
| 183 | Плещеево             | село                 | 0         |
| 184 | Полеталово           | деревня              | 0         |
| 185 | Поповка              | деревня              | 52        |
| 186 | Потапово             | деревня              | 0         |
| 187 | Прибытково           | деревня              | 1         |
| 188 | Пургасово            | деревня              | 0         |
| 189 | Пурково              | деревня              | 0         |
| 190 | Пустыня              | деревня              | 1         |
| 191 | Ратьково-Рожново     | ж.д. станция         | 4         |
| 192 | Рогозки              | деревня              | 2         |
| 193 | Романцево            | село                 | 143       |
| 194 | Русиново             | деревня              | 2         |
| 195 | Рябцово              | деревня              | 0         |
| 196 | Саловское            | деревня              | 0         |
| 197 | Сафоново             | деревня              | 4         |
| 198 | Семейкино            | деревня              | 8         |
| 199 | Семёнково            | деревня              | 1         |
| 200 | Семёнково-на-Корёге  | деревня              | 6         |
| 201 | Семёновское          | деревня              | 1         |
| 202 | Слободка             | деревня              | 3         |
| 203 | Слон                 | деревня              | 1         |
| 204 | Смольница            | село                 | 2         |
| 205 | Соколово             | деревня              | 0         |
| 206 | Сокольниково         | деревня              | 5         |
| 207 | Спас                 | деревня              | 16        |
| 208 | Старостино           | деревня              | 0         |
| 209 | Стефаново            | деревня              | 0         |
| 210 | Счастливое           | деревня              | 0         |
| 211 | Талица               | деревня              | 1         |
| 212 | Талица               | посёлок              | 672       |
| 213 | Телешово             | деревня              | 17        |
| 214 | Тетерино             | деревня              | 39        |
| 215 | Тимофеево            | деревня              | 14        |
| 216 | Тимошкино            | деревня              | 0         |
| 217 | Токарево             | деревня              | 6         |
| 218 | Толстиково           | деревня              | 19        |
| 219 | Трофимово            | деревня              | 8         |
| 220 | Трухино              | деревня              | 0         |
| 221 | Тюшково              | деревня              | 0         |
| 222 | Угольское            | деревня              | 29        |
| 223 | Угольское            | ж.д. разъезд         | 0         |
| 224 | Узково               | деревня              | 0         |
| 225 | Упыревка             | деревня              | 2         |
| 226 | Ушаково              | село                 | 4         |
| 227 | Федотово             | деревня              | 4         |
| 228 | Ферапонт             | село                 | 9         |
| 229 | Фролово              | деревня              | 10        |
| 230 | Харнево              | деревня              | 1         |
| 231 | Холм                 | деревня              | 30        |
| 232 | Холодилово           | деревня              | 1         |
| 233 | Хореново             | деревня              | 0         |
| 234 | Хорошево             | деревня              | 0         |
| 235 | Царево               | деревня              | 10        |
| 236 | Центральный          | посёлок              | 13        |
| 237 | Чадово               | деревня              | 0         |
| 238 | Чистые Боры          | пгт                  | 4048      |
| 239 | Чумсаново            | деревня              | 2         |
| 240 | Шульгино             | деревня              | 1         |
| 241 | Шумовица             | деревня              | 11        |
| 242 | Шушкодом             | посёлок ж.д. станции | 401       |
| 243 | Шушкодом             | село                 | 75        |
| 244 | Щелыково             | деревня              | 0         |
| 245 | Щепино               | посёлок              | 0         |
| 246 | Юрецкие              | деревня              | 31        |
| 247 | Ягилево              | деревня              | 0         |
| 248 | Яковлевское          | деревня              | 71        |
| 249 | Ястребово            | деревня              | 0         |

## Вохомский
| №   | Населённый пункт    | Тип     | Население                                                                                  |
| --- | ------------------- | ------- | ------------------------------------------------------------------------------------------ |
| 1   | Алёшково            | деревня | 0                                                                                          |
| 2   | Андрианово          | деревня | 71                                                                                         |
| 3   | Антоново            | деревня | 6                                                                                          |
| 4   | Антропята           | деревня | 14                                                                                         |
| 5   | Архангельское       | деревня | 0                                                                                          |
| 6   | Бабья               | деревня | 0                                                                                          |
| 7   | Бамбетово           | деревня | 0                                                                                          |
| 8   | Басалаево           | деревня | 0                                                                                          |
| 9   | Бельково            | деревня | 128                                                                                        |
| 10  | Бельково            | деревня | 1                                                                                          |
| 11  | Бельники            | деревня | 1                                                                                          |
| 12  | Бережок             | посёлок | 219                                                                                        |
| 13  | Богатыриха          | деревня | 17                                                                                         |
| 14  | Большая Мокруша     | деревня | 43                                                                                         |
| 15  | Большедворка        | деревня | 27                                                                                         |
| 16  | Большое Сокерино    | деревня | 0                                                                                          |
| 17  | Большой Двор        | деревня | 0                                                                                          |
| 18  | Будилово            | деревня | 0                                                                                          |
| 19  | Булатово            | деревня | 0                                                                                          |
| 20  | Бызово              | деревня | 0                                                                                          |
| 21  | Быстряна            | деревня | 5                                                                                          |
| 22  | Верхнее Лядово      | деревня | 4                                                                                          |
| 23  | Воробьёвица         | посёлок | 473                                                                                        |
| 24  | Вохма               | посёлок | 3928                                                                                       |
| 25  | Выползово           | деревня | 5                                                                                          |
| 26  | Высоково            | деревня | 0                                                                                          |
| 27  | Выставка            | деревня | 23                                                                                         |
| 28  | Голята              | деревня | 2                                                                                          |
| 29  | Гора                | деревня | 54                                                                                         |
| 30  | Гробовщина          | деревня | 56                                                                                         |
| 31  | Громово             | деревня | 5                                                                                          |
| 32  | Громово             | деревня | 44                                                                                         |
| 33  | Гурино              | деревня | 4                                                                                          |
| 34  | Ежово               | деревня | 18                                                                                         |
| 35  | Ермачата            | деревня | 0                                                                                          |
| 36  | Ерусалим            | деревня | 37                                                                                         |
| 37  | Жаровская           | деревня | 9                                                                                          |
| 38  | Заветлужье          | село    | 157                                                                                        |
| 39  | Загатино            | деревня | 16                                                                                         |
| 40  | Замардвинье         | деревня | 0                                                                                          |
| 41  | Заречье             | деревня | 32                                                                                         |
| 42  | Зауполовница        | деревня | 0                                                                                          |
| 43  | Зубакино            | деревня | 8                                                                                          |
| 44  | Исаково             | деревня | 3                                                                                          |
| 45  | Кажирово            | село    | 54                                                                                         |
| 46  | Канаево             | деревня | 0                                                                                          |
| 47  | Кекур               | деревня | 106                                                                                        |
| 48  | Киричата            | деревня | 30                                                                                         |
| 49  | Клиново             | деревня | 7                                                                                          |
| 50  | Ключи               | деревня | 8                                                                                          |
| 51  | Комарово            | деревня | 0                                                                                          |
| 52  | Комово              | деревня | 6                                                                                          |
| 53  | Конница             | деревня | 45                                                                                         |
| 54  | Корзниково          | деревня | 1                                                                                          |
| 55  | Корнилята           | деревня | 0                                                                                          |
| 56  | Котомино            | деревня | 0                                                                                          |
| 57  | Кошелёво            | деревня | 2                                                                                          |
| 58  | Кривцово            | деревня | 1                                                                                          |
| 59  | Кузнецово           | деревня | 30                                                                                         |
| 60  | Кулебаново          | деревня | 13                                                                                         |
| 61  | Лажборовица         | посёлок | 133                                                                                        |
| 62  | Лапшино             | село    | 92                                                                                         |
| 63  | Латышово            | деревня | 135                                                                                        |
| 64  | Левинцы             | деревня | 8                                                                                          |
| 65  | Лукинская           | деревня | 15                                                                                         |
| 66  | Макарята            | деревня | 121                                                                                        |
| 67  | Максимово           | деревня | 14                                                                                         |
| 68  | Малахово            | деревня | 2                                                                                          |
| 69  | Малая Мокруша       | деревня | 7                                                                                          |
| 70  | Малиновка           | деревня | 0                                                                                          |
| 71  | Малое Раменье       | посёлок | 343                                                                                        |
| 72  | Малое Сокерино      | деревня | 4                                                                                          |
| 73  | Марково             | деревня | 90                                                                                         |
| 74  | Марково             | деревня | 29                                                                                         |
| 75  | Маручата            | деревня | 1                                                                                          |
| 76  | Маслениково         | деревня | 27                                                                                         |
| 77  | Маяк                | посёлок | 155                                                                                        |
| 78  | Митрошино           | деревня | 35                                                                                         |
| 79  | Мухино              | деревня | 18                                                                                         |
| 80  | Нижнее Лядово       | деревня | 7                                                                                          |
| 81  | Никола              | село    | 196                                                                                        |
| 82  | Обухово             | деревня | 1                                                                                          |
| 83  | Огарково            | деревня | 8                                                                                          |
| 84  | Окинята             | деревня | 34                                                                                         |
| 85  | Окулово             | деревня | 16                                                                                         |
| 86  | Орловица            | деревня | 2                                                                                          |
| 87  | Осипино             | деревня | 124                                                                                        |
| 88  | Павлята             | деревня | 1                                                                                          |
| 89  | Пахомково           | деревня | 3                                                                                          |
| 90  | Песочный            | посёлок | 163                                                                                        |
| 91  | Петрецово           | деревня | 32                                                                                         |
| 92  | Питер               | деревня | 35                                                                                         |
| 93  | Плёткино            | деревня | 0                                                                                          |
| 94  | Плешково            | деревня | Получено слишком много сущностей из Викиданные. Количество загруженных сущностей: 500/500. |
| 95  | Плоская             | деревня | Получено слишком много сущностей из Викиданные. Количество загруженных сущностей: 500/500. |
| 96  | Погорелка           | деревня | Получено слишком много сущностей из Викиданные. Количество загруженных сущностей: 500/500. |
| 97  | Подволочье          | деревня | Получено слишком много сущностей из Викиданные. Количество загруженных сущностей: 500/500. |
| 98  | Поздняково          | деревня | Получено слишком много сущностей из Викиданные. Количество загруженных сущностей: 500/500. |
| 99  | Покров              | село    | Получено слишком много сущностей из Викиданные. Количество загруженных сущностей: 500/500. |
| 100 | Политово            | деревня | Получено слишком много сущностей из Викиданные. Количество загруженных сущностей: 500/500. |
| 101 | Пономарёво          | деревня | Получено слишком много сущностей из Викиданные. Количество загруженных сущностей: 500/500. |
| 102 | Поспехово           | деревня | Получено слишком много сущностей из Викиданные. Количество загруженных сущностей: 500/500. |
| 103 | Почивище            | деревня | Получено слишком много сущностей из Викиданные. Количество загруженных сущностей: 500/500. |
| 104 | Прохоров            | починок | Получено слишком много сущностей из Викиданные. Количество загруженных сущностей: 500/500. |
| 105 | Прудовка            | деревня | Получено слишком много сущностей из Викиданные. Количество загруженных сущностей: 500/500. |
| 106 | Пустошка            | деревня | Получено слишком много сущностей из Викиданные. Количество загруженных сущностей: 500/500. |
| 107 | Рай                 | деревня | Получено слишком много сущностей из Викиданные. Количество загруженных сущностей: 500/500. |
| 108 | Свинки              | деревня | Получено слишком много сущностей из Викиданные. Количество загруженных сущностей: 500/500. |
| 109 | Сенькино            | деревня | Получено слишком много сущностей из Викиданные. Количество загруженных сущностей: 500/500. |
| 110 | Сенюченки           | деревня | Получено слишком много сущностей из Викиданные. Количество загруженных сущностей: 500/500. |
| 111 | Симаново            | деревня | Получено слишком много сущностей из Викиданные. Количество загруженных сущностей: 500/500. |
| 112 | Сколепово           | деревня | Получено слишком много сущностей из Викиданные. Количество загруженных сущностей: 500/500. |
| 113 | Скородумово         | деревня | Получено слишком много сущностей из Викиданные. Количество загруженных сущностей: 500/500. |
| 114 | Согра               | село    | Получено слишком много сущностей из Викиданные. Количество загруженных сущностей: 500/500. |
| 115 | Сокерино            | деревня | Получено слишком много сущностей из Викиданные. Количество загруженных сущностей: 500/500. |
| 116 | Соседково           | деревня | Получено слишком много сущностей из Викиданные. Количество загруженных сущностей: 500/500. |
| 117 | Сосновка            | деревня | Получено слишком много сущностей из Викиданные. Количество загруженных сущностей: 500/500. |
| 118 | Спас                | село    | Получено слишком много сущностей из Викиданные. Количество загруженных сущностей: 500/500. |
| 119 | Стрелочка           | деревня | Получено слишком много сущностей из Викиданные. Количество загруженных сущностей: 500/500. |
| 120 | Сурнаково           | деревня | Получено слишком много сущностей из Викиданные. Количество загруженных сущностей: 500/500. |
| 121 | Талица              | посёлок | Получено слишком много сущностей из Викиданные. Количество загруженных сущностей: 500/500. |
| 122 | Терентьево          | деревня | Получено слишком много сущностей из Викиданные. Количество загруженных сущностей: 500/500. |
| 123 | Титово              | деревня | Получено слишком много сущностей из Викиданные. Количество загруженных сущностей: 500/500. |
| 124 | Тихон               | село    | Получено слишком много сущностей из Викиданные. Количество загруженных сущностей: 500/500. |
| 125 | Томилово            | деревня | Получено слишком много сущностей из Викиданные. Количество загруженных сущностей: 500/500. |
| 126 | Троица              | село    | Получено слишком много сущностей из Викиданные. Количество загруженных сущностей: 500/500. |
| 127 | Филатово            | деревня | Получено слишком много сущностей из Викиданные. Количество загруженных сущностей: 500/500. |
| 128 | Филатовский выселок | посёлок | Получено слишком много сущностей из Викиданные. Количество загруженных сущностей: 500/500. |
| 129 | Хмелёвка            | деревня | Получено слишком много сущностей из Викиданные. Количество загруженных сущностей: 500/500. |
| 130 | Хорошая             | село    | Получено слишком много сущностей из Викиданные. Количество загруженных сущностей: 500/500. |
| 131 | Чучино              | деревня | Получено слишком много сущностей из Викиданные. Количество загруженных сущностей: 500/500. |
| 132 | Шабашиха            | деревня | Получено слишком много сущностей из Викиданные. Количество загруженных сущностей: 500/500. |
| 133 | Шестидворка         | деревня | Получено слишком много сущностей из Викиданные. Количество загруженных сущностей: 500/500. |
| 134 | Шошино              | деревня | Получено слишком много сущностей из Викиданные. Количество загруженных сущностей: 500/500. |
| 135 | Щипицыно            | деревня | Получено слишком много сущностей из Викиданные. Количество загруженных сущностей: 500/500. |
| 136 | Юдино               | деревня | Получено слишком много сущностей из Викиданные. Количество загруженных сущностей: 500/500. |
| 137 | Якушата             | деревня | Получено слишком много сущностей из Викиданные. Количество загруженных сущностей: 500/500. |
| 138 | Ярасята             | деревня | Получено слишком много сущностей из Викиданные. Количество загруженных сущностей: 500/500. |

## Галичский
| №   | Населённый пункт   | Тип          | Население                                                                                  |
| --- | ------------------ | ------------ | ------------------------------------------------------------------------------------------ |
| 1   | 476 км             | ж.д. будка   | Получено слишком много сущностей из Викиданные. Количество загруженных сущностей: 500/500. |
| 2   | 476 км             | ж.д. казарма | Получено слишком много сущностей из Викиданные. Количество загруженных сущностей: 500/500. |
| 3   | 495 км             | ж.д. казарма | Получено слишком много сущностей из Викиданные. Количество загруженных сущностей: 500/500. |
| 4   | 505 км             | ж.д. будка   | Получено слишком много сущностей из Викиданные. Количество загруженных сущностей: 500/500. |
| 5   | 523 км             | ж.д. будка   | Получено слишком много сущностей из Викиданные. Количество загруженных сущностей: 500/500. |
| 6   | 524 км             | ж.д. казарма | Получено слишком много сущностей из Викиданные. Количество загруженных сущностей: 500/500. |
| 7   | Абабково           | деревня      | Получено слишком много сущностей из Викиданные. Количество загруженных сущностей: 500/500. |
| 8   | Аздемерово         | деревня      | Получено слишком много сущностей из Викиданные. Количество загруженных сущностей: 500/500. |
| 9   | Аксёново           | деревня      | Получено слишком много сущностей из Викиданные. Количество загруженных сущностей: 500/500. |
| 10  | Акулинино          | деревня      | Получено слишком много сущностей из Викиданные. Количество загруженных сущностей: 500/500. |
| 11  | Алферьевское       | деревня      | Получено слишком много сущностей из Викиданные. Количество загруженных сущностей: 500/500. |
| 12  | Аничково           | деревня      | Получено слишком много сущностей из Викиданные. Количество загруженных сущностей: 500/500. |
| 13  | Анциферово         | деревня      | Получено слишком много сущностей из Викиданные. Количество загруженных сущностей: 500/500. |
| 14  | Апушкино           | деревня      | Получено слишком много сущностей из Викиданные. Количество загруженных сущностей: 500/500. |
| 15  | Артемьевское       | деревня      | Получено слишком много сущностей из Викиданные. Количество загруженных сущностей: 500/500. |
| 16  | Артёмово           | деревня      | Получено слишком много сущностей из Викиданные. Количество загруженных сущностей: 500/500. |
| 17  | Артищево           | деревня      | Получено слишком много сущностей из Викиданные. Количество загруженных сущностей: 500/500. |
| 18  | Астафьевское       | деревня      | Получено слишком много сущностей из Викиданные. Количество загруженных сущностей: 500/500. |
| 19  | Афонино            | деревня      | Получено слишком много сущностей из Викиданные. Количество загруженных сущностей: 500/500. |
| 20  | Базеево            | деревня      | Получено слишком много сущностей из Викиданные. Количество загруженных сущностей: 500/500. |
| 21  | Барское            | деревня      | Получено слишком много сущностей из Викиданные. Количество загруженных сущностей: 500/500. |
| 22  | Бартеневщина       | село         | Получено слишком много сущностей из Викиданные. Количество загруженных сущностей: 500/500. |
| 23  | Баулино            | деревня      | Получено слишком много сущностей из Викиданные. Количество загруженных сущностей: 500/500. |
| 24  | Беберово           | деревня      | Получено слишком много сущностей из Викиданные. Количество загруженных сущностей: 500/500. |
| 25  | Берёзовец          | село         | Получено слишком много сущностей из Викиданные. Количество загруженных сущностей: 500/500. |
| 26  | Берёзово           | деревня      | Получено слишком много сущностей из Викиданные. Количество загруженных сущностей: 500/500. |
| 27  | Богородское        | село         | Получено слишком много сущностей из Викиданные. Количество загруженных сущностей: 500/500. |
| 28  | Богчино            | деревня      | Получено слишком много сущностей из Викиданные. Количество загруженных сущностей: 500/500. |
| 29  | Болотово           | деревня      | Получено слишком много сущностей из Викиданные. Количество загруженных сущностей: 500/500. |
| 30  | Борисовское        | деревня      | Получено слишком много сущностей из Викиданные. Количество загруженных сущностей: 500/500. |
| 31  | Боровское          | деревня      | Получено слишком много сущностей из Викиданные. Количество загруженных сущностей: 500/500. |
| 32  | Бородино           | деревня      | Получено слишком много сущностей из Викиданные. Количество загруженных сущностей: 500/500. |
| 33  | Бородино           | деревня      | Получено слишком много сущностей из Викиданные. Количество загруженных сущностей: 500/500. |
| 34  | Брюхово            | деревня      | Получено слишком много сущностей из Викиданные. Количество загруженных сущностей: 500/500. |
| 35  | Буносово           | деревня      | Получено слишком много сущностей из Викиданные. Количество загруженных сущностей: 500/500. |
| 36  | Буслово            | деревня      | Получено слишком много сущностей из Викиданные. Количество загруженных сущностей: 500/500. |
| 37  | Быки               | деревня      | Получено слишком много сущностей из Викиданные. Количество загруженных сущностей: 500/500. |
| 38  | Ваганово           | деревня      | Получено слишком много сущностей из Викиданные. Количество загруженных сущностей: 500/500. |
| 39  | Вальково           | деревня      | Получено слишком много сущностей из Викиданные. Количество загруженных сущностей: 500/500. |
| 40  | Васильевское       | деревня      | Получено слишком много сущностей из Викиданные. Количество загруженных сущностей: 500/500. |
| 41  | Васильевское       | деревня      | Получено слишком много сущностей из Викиданные. Количество загруженных сущностей: 500/500. |
| 42  | Вахнецы            | деревня      | Получено слишком много сущностей из Викиданные. Количество загруженных сущностей: 500/500. |
| 43  | Вдовье             | деревня      | Получено слишком много сущностей из Викиданные. Количество загруженных сущностей: 500/500. |
| 44  | Вёкса              | посёлок      | Получено слишком много сущностей из Викиданные. Количество загруженных сущностей: 500/500. |
| 45  | Верково            | деревня      | Получено слишком много сущностей из Викиданные. Количество загруженных сущностей: 500/500. |
| 46  | Вознесенское       | село         | Получено слишком много сущностей из Викиданные. Количество загруженных сущностей: 500/500. |
| 47  | Волково            | деревня      | Получено слишком много сущностей из Викиданные. Количество загруженных сущностей: 500/500. |
| 48  | Воронино           | деревня      | Получено слишком много сущностей из Викиданные. Количество загруженных сущностей: 500/500. |
| 49  | Ворохеево          | деревня      | Получено слишком много сущностей из Викиданные. Количество загруженных сущностей: 500/500. |
| 50  | Воскресенское      | село         | Получено слишком много сущностей из Викиданные. Количество загруженных сущностей: 500/500. |
| 51  | Востошма           | ж.д. станция | Получено слишком много сущностей из Викиданные. Количество загруженных сущностей: 500/500. |
| 52  | Вострилово         | деревня      | Получено слишком много сущностей из Викиданные. Количество загруженных сущностей: 500/500. |
| 53  | Выползово          | деревня      | Получено слишком много сущностей из Викиданные. Количество загруженных сущностей: 500/500. |
| 54  | Выползово          | деревня      | Получено слишком много сущностей из Викиданные. Количество загруженных сущностей: 500/500. |
| 55  | Выползово          | деревня      | Получено слишком много сущностей из Викиданные. Количество загруженных сущностей: 500/500. |
| 56  | Гаврилково         | деревня      | Получено слишком много сущностей из Викиданные. Количество загруженных сущностей: 500/500. |
| 57  | Гавриловское       | село         | Получено слишком много сущностей из Викиданные. Количество загруженных сущностей: 500/500. |
| 58  | Гавриловское       | деревня      | Получено слишком много сущностей из Викиданные. Количество загруженных сущностей: 500/500. |
| 59  | Галузино           | деревня      | Получено слишком много сущностей из Викиданные. Количество загруженных сущностей: 500/500. |
| 60  | Глухово            | деревня      | Получено слишком много сущностей из Викиданные. Количество загруженных сущностей: 500/500. |
| 61  | Головино           | деревня      | Получено слишком много сущностей из Викиданные. Количество загруженных сущностей: 500/500. |
| 62  | Голчино            | деревня      | Получено слишком много сущностей из Викиданные. Количество загруженных сущностей: 500/500. |
| 63  | Гора               | деревня      | Получено слишком много сущностей из Викиданные. Количество загруженных сущностей: 500/500. |
| 64  | Горки              | деревня      | Получено слишком много сущностей из Викиданные. Количество загруженных сущностей: 500/500. |
| 65  | Горки              | деревня      | Получено слишком много сущностей из Викиданные. Количество загруженных сущностей: 500/500. |
| 66  | Горки              | деревня      | Получено слишком много сущностей из Викиданные. Количество загруженных сущностей: 500/500. |
| 67  | Готовцево          | село         | Получено слишком много сущностей из Викиданные. Количество загруженных сущностей: 500/500. |
| 68  | Григорово          | деревня      | Получено слишком много сущностей из Викиданные. Количество загруженных сущностей: 500/500. |
| 69  | Гришино            | село         | Получено слишком много сущностей из Викиданные. Количество загруженных сущностей: 500/500. |
| 70  | Денисьево          | деревня      | Получено слишком много сущностей из Викиданные. Количество загруженных сущностей: 500/500. |
| 71  | Деревеньки         | деревня      | Получено слишком много сущностей из Викиданные. Количество загруженных сущностей: 500/500. |
| 72  | Дмитриевское       | деревня      | Получено слишком много сущностей из Викиданные. Количество загруженных сущностей: 500/500. |
| 73  | Добрёна            | деревня      | Получено слишком много сущностей из Викиданные. Количество загруженных сущностей: 500/500. |
| 74  | Дурцово            | село         | Получено слишком много сущностей из Викиданные. Количество загруженных сущностей: 500/500. |
| 75  | Дьяконово          | деревня      | Получено слишком много сущностей из Викиданные. Количество загруженных сущностей: 500/500. |
| 76  | Дьяконово          | деревня      | Получено слишком много сущностей из Викиданные. Количество загруженных сущностей: 500/500. |
| 77  | Елизаровское       | деревня      | Получено слишком много сущностей из Викиданные. Количество загруженных сущностей: 500/500. |
| 78  | Емельяново         | деревня      | Получено слишком много сущностей из Викиданные. Количество загруженных сущностей: 500/500. |
| 79  | Еремейцево         | деревня      | Получено слишком много сущностей из Викиданные. Количество загруженных сущностей: 500/500. |
| 80  | Жарки              | деревня      | Получено слишком много сущностей из Викиданные. Количество загруженных сущностей: 500/500. |
| 81  | Животово           | деревня      | Получено слишком много сущностей из Викиданные. Количество загруженных сущностей: 500/500. |
| 82  | Жилотово           | деревня      | Получено слишком много сущностей из Викиданные. Количество загруженных сущностей: 500/500. |
| 83  | Житково            | деревня      | Получено слишком много сущностей из Викиданные. Количество загруженных сущностей: 500/500. |
| 84  | Жуково             | деревня      | Получено слишком много сущностей из Викиданные. Количество загруженных сущностей: 500/500. |
| 85  | Завал              | деревня      | Получено слишком много сущностей из Викиданные. Количество загруженных сущностей: 500/500. |
| 86  | Заводь             | деревня      | Получено слишком много сущностей из Викиданные. Количество загруженных сущностей: 500/500. |
| 87  | Завражье           | деревня      | Получено слишком много сущностей из Викиданные. Количество загруженных сущностей: 500/500. |
| 88  | Завражье           | деревня      | Получено слишком много сущностей из Викиданные. Количество загруженных сущностей: 500/500. |
| 89  | Заднево            | деревня      | Получено слишком много сущностей из Викиданные. Количество загруженных сущностей: 500/500. |
| 90  | Закастье           | деревня      | Получено слишком много сущностей из Викиданные. Количество загруженных сущностей: 500/500. |
| 91  | Занино             | деревня      | Получено слишком много сущностей из Викиданные. Количество загруженных сущностей: 500/500. |
| 92  | Заречье            | деревня      | Получено слишком много сущностей из Викиданные. Количество загруженных сущностей: 500/500. |
| 93  | Заря               | деревня      | Получено слишком много сущностей из Викиданные. Количество загруженных сущностей: 500/500. |
| 94  | Зеленцино          | деревня      | Получено слишком много сущностей из Викиданные. Количество загруженных сущностей: 500/500. |
| 95  | Иваньково          | деревня      | Получено слишком много сущностей из Викиданные. Количество загруженных сущностей: 500/500. |
| 96  | Ивашково           | деревня      | Получено слишком много сущностей из Викиданные. Количество загруженных сущностей: 500/500. |
| 97  | Игорево            | деревня      | Получено слишком много сущностей из Викиданные. Количество загруженных сущностей: 500/500. |
| 98  | Ильинское          | деревня      | Получено слишком много сущностей из Викиданные. Количество загруженных сущностей: 500/500. |
| 99  | Ихолово            | деревня      | Получено слишком много сущностей из Викиданные. Количество загруженных сущностей: 500/500. |
| 100 | Кабаново           | село         | Получено слишком много сущностей из Викиданные. Количество загруженных сущностей: 500/500. |
| 101 | Калинино           | деревня      | Получено слишком много сущностей из Викиданные. Количество загруженных сущностей: 500/500. |
| 102 | Карманово          | деревня      | Получено слишком много сущностей из Викиданные. Количество загруженных сущностей: 500/500. |
| 103 | Катеринино         | деревня      | Получено слишком много сущностей из Викиданные. Количество загруженных сущностей: 500/500. |
| 104 | Кишкино            | деревня      | Получено слишком много сущностей из Викиданные. Количество загруженных сущностей: 500/500. |
| 105 | Кладово            | деревня      | Получено слишком много сущностей из Викиданные. Количество загруженных сущностей: 500/500. |
| 106 | Ключи              | деревня      | Получено слишком много сущностей из Викиданные. Количество загруженных сущностей: 500/500. |
| 107 | Княжево            | деревня      | Получено слишком много сущностей из Викиданные. Количество загруженных сущностей: 500/500. |
| 108 | Кожухово           | деревня      | Получено слишком много сущностей из Викиданные. Количество загруженных сущностей: 500/500. |
| 109 | Кокорюкино         | деревня      | Получено слишком много сущностей из Викиданные. Количество загруженных сущностей: 500/500. |
| 110 | Кольтегаево        | деревня      | Получено слишком много сущностей из Викиданные. Количество загруженных сущностей: 500/500. |
| 111 | Конеево            | деревня      | Получено слишком много сущностей из Викиданные. Количество загруженных сущностей: 500/500. |
| 112 | Коптево            | деревня      | Получено слишком много сущностей из Викиданные. Количество загруженных сущностей: 500/500. |
| 113 | Корнево            | деревня      | Получено слишком много сущностей из Викиданные. Количество загруженных сущностей: 500/500. |
| 114 | Костино            | деревня      | Получено слишком много сущностей из Викиданные. Количество загруженных сущностей: 500/500. |
| 115 | Костома            | село         | Получено слишком много сущностей из Викиданные. Количество загруженных сущностей: 500/500. |
| 116 | Кракино            | деревня      | Получено слишком много сущностей из Викиданные. Количество загруженных сущностей: 500/500. |
| 117 | Красильниково      | деревня      | Получено слишком много сущностей из Викиданные. Количество загруженных сущностей: 500/500. |
| 118 | Красильниково      | ж.д. разъезд | Получено слишком много сущностей из Викиданные. Количество загруженных сущностей: 500/500. |
| 119 | Красильниково      | посёлок      | Получено слишком много сущностей из Викиданные. Количество загруженных сущностей: 500/500. |
| 120 | Красная Заря       | посёлок      | Получено слишком много сущностей из Викиданные. Количество загруженных сущностей: 500/500. |
| 121 | Красново           | деревня      | Получено слишком много сущностей из Викиданные. Количество загруженных сущностей: 500/500. |
| 122 | Крутцы             | деревня      | Получено слишком много сущностей из Викиданные. Количество загруженных сущностей: 500/500. |
| 123 | Куземино           | деревня      | Получено слишком много сущностей из Викиданные. Количество загруженных сущностей: 500/500. |
| 124 | Кузнецово          | деревня      | Получено слишком много сущностей из Викиданные. Количество загруженных сущностей: 500/500. |
| 125 | Куницино           | деревня      | Получено слишком много сущностей из Викиданные. Количество загруженных сущностей: 500/500. |
| 126 | Курилово           | деревня      | Получено слишком много сущностей из Викиданные. Количество загруженных сущностей: 500/500. |
| 127 | Курьяново          | посёлок      | Получено слишком много сущностей из Викиданные. Количество загруженных сущностей: 500/500. |
| 128 | Кучумовка          | посёлок      | Получено слишком много сущностей из Викиданные. Количество загруженных сущностей: 500/500. |
| 129 | Ладыгино           | деревня      | Получено слишком много сущностей из Викиданные. Количество загруженных сущностей: 500/500. |
| 130 | Лаптево            | деревня      | Получено слишком много сущностей из Викиданные. Количество загруженных сущностей: 500/500. |
| 131 | Левково            | деревня      | Получено слишком много сущностей из Викиданные. Количество загруженных сущностей: 500/500. |
| 132 | Лежнино            | деревня      | Получено слишком много сущностей из Викиданные. Количество загруженных сущностей: 500/500. |
| 133 | Ленивцево          | деревня      | Получено слишком много сущностей из Викиданные. Количество загруженных сущностей: 500/500. |
| 134 | Лихарево           | деревня      | Получено слишком много сущностей из Викиданные. Количество загруженных сущностей: 500/500. |
| 135 | Лобачи             | деревня      | Получено слишком много сущностей из Викиданные. Количество загруженных сущностей: 500/500. |
| 136 | Логиново           | деревня      | Получено слишком много сущностей из Викиданные. Количество загруженных сущностей: 500/500. |
| 137 | Лодыгино           | деревня      | Получено слишком много сущностей из Викиданные. Количество загруженных сущностей: 500/500. |
| 138 | Лопарево           | посёлок      | Получено слишком много сущностей из Викиданные. Количество загруженных сущностей: 500/500. |
| 139 | Лукьяново          | деревня      | Получено слишком много сущностей из Викиданные. Количество загруженных сущностей: 500/500. |
| 140 | Лыково             | деревня      | Получено слишком много сущностей из Викиданные. Количество загруженных сущностей: 500/500. |
| 141 | Лысенино           | деревня      | Получено слишком много сущностей из Викиданные. Количество загруженных сущностей: 500/500. |
| 142 | Лысково            | деревня      | Получено слишком много сущностей из Викиданные. Количество загруженных сущностей: 500/500. |
| 143 | Льгово             | деревня      | Получено слишком много сущностей из Викиданные. Количество загруженных сущностей: 500/500. |
| 144 | Лявлево            | деревня      | Получено слишком много сущностей из Викиданные. Количество загруженных сущностей: 500/500. |
| 145 | Максимово          | деревня      | Получено слишком много сущностей из Викиданные. Количество загруженных сущностей: 500/500. |
| 146 | Малое Митино       | деревня      | Получено слишком много сущностей из Викиданные. Количество загруженных сущностей: 500/500. |
| 147 | Малое Сальково     | деревня      | Получено слишком много сущностей из Викиданные. Количество загруженных сущностей: 500/500. |
| 148 | Малофеево          | деревня      | Получено слишком много сущностей из Викиданные. Количество загруженных сущностей: 500/500. |
| 149 | Малышево           | деревня      | Получено слишком много сущностей из Викиданные. Количество загруженных сущностей: 500/500. |
| 150 | Марково            | деревня      | Получено слишком много сущностей из Викиданные. Количество загруженных сущностей: 500/500. |
| 151 | Марфинское         | деревня      | Получено слишком много сущностей из Викиданные. Количество загруженных сущностей: 500/500. |
| 152 | Матвеевское        | деревня      | Получено слишком много сущностей из Викиданные. Количество загруженных сущностей: 500/500. |
| 153 | Матюково           | деревня      | Получено слишком много сущностей из Викиданные. Количество загруженных сущностей: 500/500. |
| 154 | Медвежье           | деревня      | Получено слишком много сущностей из Викиданные. Количество загруженных сущностей: 500/500. |
| 155 | Мелёшино           | деревня      | Получено слишком много сущностей из Викиданные. Количество загруженных сущностей: 500/500. |
| 156 | Милятино           | деревня      | Получено слишком много сущностей из Викиданные. Количество загруженных сущностей: 500/500. |
| 157 | Митино             | село         | Получено слишком много сущностей из Викиданные. Количество загруженных сущностей: 500/500. |
| 158 | Митино             | деревня      | Получено слишком много сущностей из Викиданные. Количество загруженных сущностей: 500/500. |
| 159 | Митюрёво           | деревня      | Получено слишком много сущностей из Викиданные. Количество загруженных сущностей: 500/500. |
| 160 | Михайловское       | село         | Получено слишком много сущностей из Викиданные. Количество загруженных сущностей: 500/500. |
| 161 | Михалёво           | деревня      | Получено слишком много сущностей из Викиданные. Количество загруженных сущностей: 500/500. |
| 162 | Михалёво           | деревня      | Получено слишком много сущностей из Викиданные. Количество загруженных сущностей: 500/500. |
| 163 | Михлино            | деревня      | Получено слишком много сущностей из Викиданные. Количество загруженных сущностей: 500/500. |
| 164 | Монаково           | деревня      | Получено слишком много сущностей из Викиданные. Количество загруженных сущностей: 500/500. |
| 165 | Морозовское        | село         | Получено слишком много сущностей из Викиданные. Количество загруженных сущностей: 500/500. |
| 166 | Мужилово           | деревня      | Получено слишком много сущностей из Викиданные. Количество загруженных сущностей: 500/500. |
| 167 | Муравьище          | село         | Получено слишком много сущностей из Викиданные. Количество загруженных сущностей: 500/500. |
| 168 | Нагатино           | село         | Получено слишком много сущностей из Викиданные. Количество загруженных сущностей: 500/500. |
| 169 | Нарядово           | деревня      | Получено слишком много сущностей из Викиданные. Количество загруженных сущностей: 500/500. |
| 170 | Недерево           | деревня      | Получено слишком много сущностей из Викиданные. Количество загруженных сущностей: 500/500. |
| 171 | Некрасово          | деревня      | Получено слишком много сущностей из Викиданные. Количество загруженных сущностей: 500/500. |
| 172 | Никитино Большое   | деревня      | Получено слишком много сущностей из Викиданные. Количество загруженных сущностей: 500/500. |
| 173 | Никольское         | деревня      | Получено слишком много сущностей из Викиданные. Количество загруженных сущностей: 500/500. |
| 174 | Никоново           | деревня      | Получено слишком много сущностей из Викиданные. Количество загруженных сущностей: 500/500. |
| 175 | Новиково           | деревня      | Получено слишком много сущностей из Викиданные. Количество загруженных сущностей: 500/500. |
| 176 | Новинское          | деревня      | Получено слишком много сущностей из Викиданные. Количество загруженных сущностей: 500/500. |
| 177 | Новое              | деревня      | Получено слишком много сущностей из Викиданные. Количество загруженных сущностей: 500/500. |
| 178 | Ногино             | деревня      | Получено слишком много сущностей из Викиданные. Количество загруженных сущностей: 500/500. |
| 179 | Ноля               | село         | Получено слишком много сущностей из Викиданные. Количество загруженных сущностей: 500/500. |
| 180 | Ожегино            | деревня      | Получено слишком много сущностей из Викиданные. Количество загруженных сущностей: 500/500. |
| 181 | Олешь              | село         | Получено слишком много сущностей из Викиданные. Количество загруженных сущностей: 500/500. |
| 182 | Ольгово            | деревня      | Получено слишком много сущностей из Викиданные. Количество загруженных сущностей: 500/500. |
| 183 | Орехово            | село         | Получено слишком много сущностей из Викиданные. Количество загруженных сущностей: 500/500. |
| 184 | Павлово            | деревня      | Получено слишком много сущностей из Викиданные. Количество загруженных сущностей: 500/500. |
| 185 | Панфилово          | деревня      | Получено слишком много сущностей из Викиданные. Количество загруженных сущностей: 500/500. |
| 186 | Папино             | деревня      | Получено слишком много сущностей из Викиданные. Количество загруженных сущностей: 500/500. |
| 187 | Пастома            | деревня      | Получено слишком много сущностей из Викиданные. Количество загруженных сущностей: 500/500. |
| 188 | Пестово            | деревня      | Получено слишком много сущностей из Викиданные. Количество загруженных сущностей: 500/500. |
| 189 | Пестово            | деревня      | Получено слишком много сущностей из Викиданные. Количество загруженных сущностей: 500/500. |
| 190 | Петровское         | деревня      | Получено слишком много сущностей из Викиданные. Количество загруженных сущностей: 500/500. |
| 191 | Пилино             | деревня      | Получено слишком много сущностей из Викиданные. Количество загруженных сущностей: 500/500. |
| 192 | Подгорный          | посёлок      | Получено слишком много сущностей из Викиданные. Количество загруженных сущностей: 500/500. |
| 193 | Подольское         | деревня      | Получено слишком много сущностей из Викиданные. Количество загруженных сущностей: 500/500. |
| 194 | Покров-Пема        | деревня      | Получено слишком много сущностей из Викиданные. Количество загруженных сущностей: 500/500. |
| 195 | Покровское         | село         | Получено слишком много сущностей из Викиданные. Количество загруженных сущностей: 500/500. |
| 196 | Поляна             | деревня      | Получено слишком много сущностей из Викиданные. Количество загруженных сущностей: 500/500. |
| 197 | Поляны             | деревня      | Получено слишком много сущностей из Викиданные. Количество загруженных сущностей: 500/500. |
| 198 | Поляны             | деревня      | Получено слишком много сущностей из Викиданные. Количество загруженных сущностей: 500/500. |
| 199 | Пономарёвское      | деревня      | Получено слишком много сущностей из Викиданные. Количество загруженных сущностей: 500/500. |
| 200 | Потапово           | деревня      | Получено слишком много сущностей из Викиданные. Количество загруженных сущностей: 500/500. |
| 201 | Починок            | деревня      | Получено слишком много сущностей из Викиданные. Количество загруженных сущностей: 500/500. |
| 202 | Починок Черкасский | деревня      | Получено слишком много сущностей из Викиданные. Количество загруженных сущностей: 500/500. |
| 203 | Пронино            | деревня      | Получено слишком много сущностей из Викиданные. Количество загруженных сущностей: 500/500. |
| 204 | Протасово          | деревня      | Получено слишком много сущностей из Викиданные. Количество загруженных сущностей: 500/500. |
| 205 | Пустынь            | деревня      | Получено слишком много сущностей из Викиданные. Количество загруженных сущностей: 500/500. |
| 206 | Радионово          | деревня      | Получено слишком много сущностей из Викиданные. Количество загруженных сущностей: 500/500. |
| 207 | Ратуново           | деревня      | Получено слишком много сущностей из Викиданные. Количество загруженных сущностей: 500/500. |
| 208 | Рахманово          | деревня      | Получено слишком много сущностей из Викиданные. Количество загруженных сущностей: 500/500. |
| 209 | Реброво            | село         | Получено слишком много сущностей из Викиданные. Количество загруженных сущностей: 500/500. |
| 210 | Рожново            | деревня      | Получено слишком много сущностей из Викиданные. Количество загруженных сущностей: 500/500. |
| 211 | Ромашково          | деревня      | Получено слишком много сущностей из Викиданные. Количество загруженных сущностей: 500/500. |
| 212 | Россолово          | деревня      | Получено слишком много сущностей из Викиданные. Количество загруженных сущностей: 500/500. |
| 213 | Россолово          | посёлок      | Получено слишком много сущностей из Викиданные. Количество загруженных сущностей: 500/500. |
| 214 | Рудино             | деревня      | Получено слишком много сущностей из Викиданные. Количество загруженных сущностей: 500/500. |
| 215 | Русаково           | деревня      | Получено слишком много сущностей из Викиданные. Количество загруженных сущностей: 500/500. |
| 216 | Рылово             | деревня      | Получено слишком много сущностей из Викиданные. Количество загруженных сущностей: 500/500. |
| 217 | Рябинкино          | деревня      | Получено слишком много сущностей из Викиданные. Количество загруженных сущностей: 500/500. |
| 218 | Сабаново           | деревня      | Получено слишком много сущностей из Викиданные. Количество загруженных сущностей: 500/500. |
| 219 | Савино             | деревня      | Получено слишком много сущностей из Викиданные. Количество загруженных сущностей: 500/500. |
| 220 | Салово             | деревня      | Получено слишком много сущностей из Викиданные. Количество загруженных сущностей: 500/500. |
| 221 | Сальково           | деревня      | Получено слишком много сущностей из Викиданные. Количество загруженных сущностей: 500/500. |
| 222 | Седаково           | деревня      | Получено слишком много сущностей из Викиданные. Количество загруженных сущностей: 500/500. |
| 223 | Селехово           | деревня      | Получено слишком много сущностей из Викиданные. Количество загруженных сущностей: 500/500. |
| 224 | Селиваново         | деревня      | Получено слишком много сущностей из Викиданные. Количество загруженных сущностей: 500/500. |
| 225 | Селищево           | деревня      | Получено слишком много сущностей из Викиданные. Количество загруженных сущностей: 500/500. |
| 226 | Семёновское        | деревня      | Получено слишком много сущностей из Викиданные. Количество загруженных сущностей: 500/500. |
| 227 | Середнево          | деревня      | Получено слишком много сущностей из Викиданные. Количество загруженных сущностей: 500/500. |
| 228 | Сигонтино          | деревня      | Получено слишком много сущностей из Викиданные. Количество загруженных сущностей: 500/500. |
| 229 | Сидорово           | деревня      | Получено слишком много сущностей из Викиданные. Количество загруженных сущностей: 500/500. |
| 230 | Синцово            | село         | Получено слишком много сущностей из Викиданные. Количество загруженных сущностей: 500/500. |
| 231 | Сипятрово          | деревня      | Получено слишком много сущностей из Викиданные. Количество загруженных сущностей: 500/500. |
| 232 | Соцевино           | село         | Получено слишком много сущностей из Викиданные. Количество загруженных сущностей: 500/500. |
| 233 | Степаново          | деревня      | Получено слишком много сущностей из Викиданные. Количество загруженных сущностей: 500/500. |
| 234 | Струково           | деревня      | Получено слишком много сущностей из Викиданные. Количество загруженных сущностей: 500/500. |
| 235 | Ступино            | деревня      | Получено слишком много сущностей из Викиданные. Количество загруженных сущностей: 500/500. |
| 236 | Сушлебино          | деревня      | Получено слишком много сущностей из Викиданные. Количество загруженных сущностей: 500/500. |
| 237 | Сынково            | село         | Получено слишком много сущностей из Викиданные. Количество загруженных сущностей: 500/500. |
| 238 | Тёбза              | ж.д. станция | Получено слишком много сущностей из Викиданные. Количество загруженных сущностей: 500/500. |
| 239 | Тентюково          | деревня      | Получено слишком много сущностей из Викиданные. Количество загруженных сущностей: 500/500. |
| 240 | Толтуново          | деревня      | Получено слишком много сущностей из Викиданные. Количество загруженных сущностей: 500/500. |
| 241 | Туровское          | село         | Получено слишком много сущностей из Викиданные. Количество загруженных сущностей: 500/500. |
| 242 | Углево             | село         | Получено слишком много сущностей из Викиданные. Количество загруженных сущностей: 500/500. |
| 243 | Умиленье           | село         | Получено слишком много сущностей из Викиданные. Количество загруженных сущностей: 500/500. |
| 244 | Унорож             | село         | Получено слишком много сущностей из Викиданные. Количество загруженных сущностей: 500/500. |
| 245 | Успенская Слобода  | село         | Получено слишком много сущностей из Викиданные. Количество загруженных сущностей: 500/500. |
| 246 | Успенье            | погост       | Получено слишком много сущностей из Викиданные. Количество загруженных сущностей: 500/500. |
| 247 | Ушково             | деревня      | Получено слишком много сущностей из Викиданные. Количество загруженных сущностей: 500/500. |
| 248 | Фаладино           | деревня      | Получено слишком много сущностей из Викиданные. Количество загруженных сущностей: 500/500. |
| 249 | Фатьяново          | деревня      | Получено слишком много сущностей из Викиданные. Количество загруженных сущностей: 500/500. |
| 250 | Феднево            | деревня      | Получено слишком много сущностей из Викиданные. Количество загруженных сущностей: 500/500. |
| 251 | Фёдоровское        | деревня      | Получено слишком много сущностей из Викиданные. Количество загруженных сущностей: 500/500. |
| 252 | Фёдоровское        | деревня      | Получено слишком много сущностей из Викиданные. Количество загруженных сущностей: 500/500. |
| 253 | Федурново          | деревня      | Получено слишком много сущностей из Викиданные. Количество загруженных сущностей: 500/500. |
| 254 | Фоминское          | деревня      | Получено слишком много сущностей из Викиданные. Количество загруженных сущностей: 500/500. |
| 255 | Фофаново           | деревня      | Получено слишком много сущностей из Викиданные. Количество загруженных сущностей: 500/500. |
| 256 | Халдино            | деревня      | Получено слишком много сущностей из Викиданные. Количество загруженных сущностей: 500/500. |
| 257 | Холм               | село         | Получено слишком много сущностей из Викиданные. Количество загруженных сущностей: 500/500. |
| 258 | Холмец             | деревня      | Получено слишком много сущностей из Викиданные. Количество загруженных сущностей: 500/500. |
| 259 | Целово             | деревня      | Получено слишком много сущностей из Викиданные. Количество загруженных сущностей: 500/500. |
| 260 | Цибушево           | деревня      | Получено слишком много сущностей из Викиданные. Количество загруженных сущностей: 500/500. |
| 261 | Чёлсма             | деревня      | Получено слишком много сущностей из Викиданные. Количество загруженных сущностей: 500/500. |
| 262 | Черницино          | деревня      | Получено слишком много сущностей из Викиданные. Количество загруженных сущностей: 500/500. |
| 263 | Чертаново          | деревня      | Получено слишком много сущностей из Викиданные. Количество загруженных сущностей: 500/500. |
| 264 | Чмутово            | село         | Получено слишком много сущностей из Викиданные. Количество загруженных сущностей: 500/500. |
| 265 | Шалабино           | деревня      | Получено слишком много сущностей из Викиданные. Количество загруженных сущностей: 500/500. |
| 266 | Шалино             | деревня      | Получено слишком много сущностей из Викиданные. Количество загруженных сущностей: 500/500. |
| 267 | Шемякино           | деревня      | Получено слишком много сущностей из Викиданные. Количество загруженных сущностей: 500/500. |
| 268 | Шиханово           | посёлок      | Получено слишком много сущностей из Викиданные. Количество загруженных сущностей: 500/500. |
| 269 | Щедрино            | деревня      | Получено слишком много сущностей из Викиданные. Количество загруженных сущностей: 500/500. |
| 270 | Щелконогово        | деревня      | Получено слишком много сущностей из Викиданные. Количество загруженных сущностей: 500/500. |
| 271 | Щербинино          | деревня      | Получено слишком много сущностей из Викиданные. Количество загруженных сущностей: 500/500. |
| 272 | Яковлево           | деревня      | Получено слишком много сущностей из Викиданные. Количество загруженных сущностей: 500/500. |
| 273 | Ямышево            | деревня      | Получено слишком много сущностей из Викиданные. Количество загруженных сущностей: 500/500. |
| 274 | Яснево             | деревня      | Получено слишком много сущностей из Викиданные. Количество загруженных сущностей: 500/500. |

## Кадыйский
| №  | Населённый пункт | Тип     | Население                                                                                  |
| -- | ---------------- | ------- | ------------------------------------------------------------------------------------------ |
| 1  | Адамовка         | деревня | Получено слишком много сущностей из Викиданные. Количество загруженных сущностей: 500/500. |
| 2  | Азаровичи        | деревня | Получено слишком много сущностей из Викиданные. Количество загруженных сущностей: 500/500. |
| 3  | Андреевка        | деревня | Получено слишком много сущностей из Викиданные. Количество загруженных сущностей: 500/500. |
| 4  | Антипино         | деревня | Получено слишком много сущностей из Викиданные. Количество загруженных сущностей: 500/500. |
| 5  | Башки            | деревня | Получено слишком много сущностей из Викиданные. Количество загруженных сущностей: 500/500. |
| 6  | Берёзовец        | деревня | Получено слишком много сущностей из Викиданные. Количество загруженных сущностей: 500/500. |
| 7  | Борисово         | деревня | Получено слишком много сущностей из Викиданные. Количество загруженных сущностей: 500/500. |
| 8  | Борисоглебское   | село    | Получено слишком много сущностей из Викиданные. Количество загруженных сущностей: 500/500. |
| 9  | Булдачиха        | деревня | Получено слишком много сущностей из Викиданные. Количество загруженных сущностей: 500/500. |
| 10 | Ведрово          | деревня | Получено слишком много сущностей из Викиданные. Количество загруженных сущностей: 500/500. |
| 11 | Вёшка            | посёлок | Получено слишком много сущностей из Викиданные. Количество загруженных сущностей: 500/500. |
| 12 | Гобино           | деревня | Получено слишком много сущностей из Викиданные. Количество загруженных сущностей: 500/500. |
| 13 | Горицы           | деревня | Получено слишком много сущностей из Викиданные. Количество загруженных сущностей: 500/500. |
| 14 | Деревнищи        | деревня | Получено слишком много сущностей из Викиданные. Количество загруженных сущностей: 500/500. |
| 15 | Добрянки         | деревня | Получено слишком много сущностей из Викиданные. Количество загруженных сущностей: 500/500. |
| 16 | Доронино         | деревня | Получено слишком много сущностей из Викиданные. Количество загруженных сущностей: 500/500. |
| 17 | Дубки            | посёлок | Получено слишком много сущностей из Викиданные. Количество загруженных сущностей: 500/500. |
| 18 | Дудино           | деревня | Получено слишком много сущностей из Викиданные. Количество загруженных сущностей: 500/500. |
| 19 | Екатеринкино     | деревня | Получено слишком много сущностей из Викиданные. Количество загруженных сущностей: 500/500. |
| 20 | Жирки            | деревня | Получено слишком много сущностей из Викиданные. Количество загруженных сущностей: 500/500. |
| 21 | Жуково           | деревня | Получено слишком много сущностей из Викиданные. Количество загруженных сущностей: 500/500. |
| 22 | Завражье         | село    | Получено слишком много сущностей из Викиданные. Количество загруженных сущностей: 500/500. |
| 23 | Иваньково        | деревня | Получено слишком много сущностей из Викиданные. Количество загруженных сущностей: 500/500. |
| 24 | Ивашево          | деревня | Получено слишком много сущностей из Викиданные. Количество загруженных сущностей: 500/500. |
| 25 | Ильинское        | село    | Получено слишком много сущностей из Викиданные. Количество загруженных сущностей: 500/500. |
| 26 | Истопки          | деревня | Получено слишком много сущностей из Викиданные. Количество загруженных сущностей: 500/500. |
| 27 | Кадый            | пгт     | Получено слишком много сущностей из Викиданные. Количество загруженных сущностей: 500/500. |
| 28 | Калиновская      | деревня | Получено слишком много сущностей из Викиданные. Количество загруженных сущностей: 500/500. |
| 29 | Кнышево          | деревня | Получено слишком много сущностей из Викиданные. Количество загруженных сущностей: 500/500. |
| 30 | Ковалёво         | деревня | Получено слишком много сущностей из Викиданные. Количество загруженных сущностей: 500/500. |
| 31 | Коряковка        | деревня | Получено слишком много сущностей из Викиданные. Количество загруженных сущностей: 500/500. |
| 32 | Костино          | деревня | Получено слишком много сущностей из Викиданные. Количество загруженных сущностей: 500/500. |
| 33 | Котлово          | деревня | Получено слишком много сущностей из Викиданные. Количество загруженных сущностей: 500/500. |
| 34 | Кузьминская      | деревня | Получено слишком много сущностей из Викиданные. Количество загруженных сущностей: 500/500. |
| 35 | Лагодки          | деревня | Получено слишком много сущностей из Викиданные. Количество загруженных сущностей: 500/500. |
| 36 | Латыниха         | деревня | Получено слишком много сущностей из Викиданные. Количество загруженных сущностей: 500/500. |
| 37 | Лубяны           | деревня | Получено слишком много сущностей из Викиданные. Количество загруженных сущностей: 500/500. |
| 38 | Луховцево        | деревня | Получено слишком много сущностей из Викиданные. Количество загруженных сущностей: 500/500. |
| 39 | Льгово           | деревня | Получено слишком много сущностей из Викиданные. Количество загруженных сущностей: 500/500. |
| 40 | Малово           | деревня | Получено слишком много сущностей из Викиданные. Количество загруженных сущностей: 500/500. |
| 41 | Марьино          | деревня | Получено слишком много сущностей из Викиданные. Количество загруженных сущностей: 500/500. |
| 42 | Матвейково       | деревня | Получено слишком много сущностей из Викиданные. Количество загруженных сущностей: 500/500. |
| 43 | Матвейково       | деревня | Получено слишком много сущностей из Викиданные. Количество загруженных сущностей: 500/500. |
| 44 | Меленки          | деревня | Получено слишком много сущностей из Викиданные. Количество загруженных сущностей: 500/500. |
| 45 | Митино           | деревня | Получено слишком много сущностей из Викиданные. Количество загруженных сущностей: 500/500. |
| 46 | Митьково         | деревня | Получено слишком много сущностей из Викиданные. Количество загруженных сущностей: 500/500. |
| 47 | Михальцы         | деревня | Получено слишком много сущностей из Викиданные. Количество загруженных сущностей: 500/500. |
| 48 | Михеево          | деревня | Получено слишком много сущностей из Викиданные. Количество загруженных сущностей: 500/500. |
| 49 | Мужичковская     | деревня | Получено слишком много сущностей из Викиданные. Количество загруженных сущностей: 500/500. |
| 50 | Неверовка        | деревня | Получено слишком много сущностей из Викиданные. Количество загруженных сущностей: 500/500. |
| 51 | Низкусь          | село    | Получено слишком много сущностей из Викиданные. Количество загруженных сущностей: 500/500. |
| 52 | Никиткино        | деревня | Получено слишком много сущностей из Викиданные. Количество загруженных сущностей: 500/500. |
| 53 | Николаевское     | деревня | Получено слишком много сущностей из Викиданные. Количество загруженных сущностей: 500/500. |
| 54 | Новая Чудь       | село    | Получено слишком много сущностей из Викиданные. Количество загруженных сущностей: 500/500. |
| 55 | Ново-Марьино     | деревня | Получено слишком много сущностей из Викиданные. Количество загруженных сущностей: 500/500. |
| 56 | Новый Берёзовец  | посёлок | Получено слишком много сущностей из Викиданные. Количество загруженных сущностей: 500/500. |
| 57 | Новый Курдюм     | посёлок | Получено слишком много сущностей из Викиданные. Количество загруженных сущностей: 500/500. |
| 58 | Ожгинец          | деревня | Получено слишком много сущностей из Викиданные. Количество загруженных сущностей: 500/500. |
| 59 | Паньково         | деревня | Получено слишком много сущностей из Викиданные. Количество загруженных сущностей: 500/500. |
| 60 | Поломы           | деревня | Получено слишком много сущностей из Викиданные. Количество загруженных сущностей: 500/500. |
| 61 | Поселихино       | деревня | Получено слишком много сущностей из Викиданные. Количество загруженных сущностей: 500/500. |
| 62 | Починок          | деревня | Получено слишком много сущностей из Викиданные. Количество загруженных сущностей: 500/500. |
| 63 | Прозорово        | деревня | Получено слишком много сущностей из Викиданные. Количество загруженных сущностей: 500/500. |
| 64 | Роденово         | деревня | Получено слишком много сущностей из Викиданные. Количество загруженных сущностей: 500/500. |
| 65 | Рубеж            | деревня | Получено слишком много сущностей из Викиданные. Количество загруженных сущностей: 500/500. |
| 66 | Рубцово          | село    | Получено слишком много сущностей из Викиданные. Количество загруженных сущностей: 500/500. |
| 67 | Селище           | деревня | Получено слишком много сущностей из Викиданные. Количество загруженных сущностей: 500/500. |
| 68 | Сергеевская      | деревня | Получено слишком много сущностей из Викиданные. Количество загруженных сущностей: 500/500. |
| 69 | Середники        | деревня | Получено слишком много сущностей из Викиданные. Количество загруженных сущностей: 500/500. |
| 70 | Синдяково        | деревня | Получено слишком много сущностей из Викиданные. Количество загруженных сущностей: 500/500. |
| 71 | Сорочково        | деревня | Получено слишком много сущностей из Викиданные. Количество загруженных сущностей: 500/500. |
| 72 | Старово          | деревня | Получено слишком много сущностей из Викиданные. Количество загруженных сущностей: 500/500. |
| 73 | Столбцы          | деревня | Получено слишком много сущностей из Викиданные. Количество загруженных сущностей: 500/500. |
| 74 | Столпино         | село    | Получено слишком много сущностей из Викиданные. Количество загруженных сущностей: 500/500. |
| 75 | Стрелицы         | деревня | Получено слишком много сущностей из Викиданные. Количество загруженных сущностей: 500/500. |
| 76 | Ступниково       | деревня | Получено слишком много сущностей из Викиданные. Количество загруженных сущностей: 500/500. |
| 77 | Текун            | посёлок | Получено слишком много сущностей из Викиданные. Количество загруженных сущностей: 500/500. |
| 78 | Тренино          | деревня | Получено слишком много сущностей из Викиданные. Количество загруженных сущностей: 500/500. |
| 79 | Турово           | деревня | Получено слишком много сущностей из Викиданные. Количество загруженных сущностей: 500/500. |
| 80 | Фетинино         | деревня | Получено слишком много сущностей из Викиданные. Количество загруженных сущностей: 500/500. |
| 81 | Химзавод         | посёлок | Получено слишком много сущностей из Викиданные. Количество загруженных сущностей: 500/500. |
| 82 | Хорново          | деревня | Получено слишком много сущностей из Викиданные. Количество загруженных сущностей: 500/500. |
| 83 | Хороброво        | деревня | Получено слишком много сущностей из Викиданные. Количество загруженных сущностей: 500/500. |
| 84 | Хохлянки         | деревня | Получено слишком много сущностей из Викиданные. Количество загруженных сущностей: 500/500. |
| 85 | Чапыги           | деревня | Получено слишком много сущностей из Викиданные. Количество загруженных сущностей: 500/500. |
| 86 | Чернышево        | село    | Получено слишком много сущностей из Викиданные. Количество загруженных сущностей: 500/500. |

## Кологривский (Кологривский муниципальный округ)
| №  | Населённый пункт | Тип     | Население                                                                                  |
| -- | ---------------- | ------- | ------------------------------------------------------------------------------------------ |
| 1  | Аверьяновка      | посёлок | Получено слишком много сущностей из Викиданные. Количество загруженных сущностей: 500/500. |
| 2  | Астафьево        | деревня | Получено слишком много сущностей из Викиданные. Количество загруженных сущностей: 500/500. |
| 3  | Белавино         | деревня | Получено слишком много сущностей из Викиданные. Количество загруженных сущностей: 500/500. |
| 4  | Белоглазово      | деревня | Получено слишком много сущностей из Викиданные. Количество загруженных сущностей: 500/500. |
| 5  | Березник         | деревня | Получено слишком много сущностей из Викиданные. Количество загруженных сущностей: 500/500. |
| 6  | Большая Горка    | деревня | Получено слишком много сущностей из Викиданные. Количество загруженных сущностей: 500/500. |
| 7  | Большая Каменка  | деревня | Получено слишком много сущностей из Викиданные. Количество загруженных сущностей: 500/500. |
| 8  | Большая Чежма    | деревня | Получено слишком много сущностей из Викиданные. Количество загруженных сущностей: 500/500. |
| 9  | Борок            | посёлок | Получено слишком много сущностей из Викиданные. Количество загруженных сущностей: 500/500. |
| 10 | Бураково         | деревня | Получено слишком много сущностей из Викиданные. Количество загруженных сущностей: 500/500. |
| 11 | Бурдово          | деревня | Получено слишком много сущностей из Викиданные. Количество загруженных сущностей: 500/500. |
| 12 | Варзенга         | посёлок | Получено слишком много сущностей из Викиданные. Количество загруженных сущностей: 500/500. |
| 13 | Верхняя Унжа     | посёлок | Получено слишком много сущностей из Викиданные. Количество загруженных сущностей: 500/500. |
| 14 | Воймас           | посёлок | Получено слишком много сущностей из Викиданные. Количество загруженных сущностей: 500/500. |
| 15 | Вокшево          | деревня | Получено слишком много сущностей из Викиданные. Количество загруженных сущностей: 500/500. |
| 16 | Высоково         | деревня | Получено слишком много сущностей из Викиданные. Количество загруженных сущностей: 500/500. |
| 17 | Вяльцево         | деревня | Получено слишком много сущностей из Викиданные. Количество загруженных сущностей: 500/500. |
| 18 | Гаревая          | деревня | Получено слишком много сущностей из Викиданные. Количество загруженных сущностей: 500/500. |
| 19 | Герасимово       | деревня | Получено слишком много сущностей из Викиданные. Количество загруженных сущностей: 500/500. |
| 20 | Глебово          | деревня | Получено слишком много сущностей из Викиданные. Количество загруженных сущностей: 500/500. |
| 21 | Горка            | деревня | Получено слишком много сущностей из Викиданные. Количество загруженных сущностей: 500/500. |
| 22 | Григорьевка      | деревня | Получено слишком много сущностей из Викиданные. Количество загруженных сущностей: 500/500. |
| 23 | Даравка          | посёлок | Получено слишком много сущностей из Викиданные. Количество загруженных сущностей: 500/500. |
| 24 | Дербин           | деревня | Получено слишком много сущностей из Викиданные. Количество загруженных сущностей: 500/500. |
| 25 | Евдокимовка      | деревня | Получено слишком много сущностей из Викиданные. Количество загруженных сущностей: 500/500. |
| 26 | Екимцево         | посёлок | Получено слишком много сущностей из Викиданные. Количество загруженных сущностей: 500/500. |
| 27 | Зеленино         | деревня | Получено слишком много сущностей из Викиданные. Количество загруженных сущностей: 500/500. |
| 28 | Ивановка         | деревня | Получено слишком много сущностей из Викиданные. Количество загруженных сущностей: 500/500. |
| 29 | Иваново          | деревня | Получено слишком много сущностей из Викиданные. Количество загруженных сущностей: 500/500. |
| 30 | Ивтино           | деревня | Получено слишком много сущностей из Викиданные. Количество загруженных сущностей: 500/500. |
| 31 | Илешево          | село    | Получено слишком много сущностей из Викиданные. Количество загруженных сущностей: 500/500. |
| 32 | Ильинское        | село    | Получено слишком много сущностей из Викиданные. Количество загруженных сущностей: 500/500. |
| 33 | Казанка          | деревня | Получено слишком много сущностей из Викиданные. Количество загруженных сущностей: 500/500. |
| 34 | Козлово          | деревня | Получено слишком много сущностей из Викиданные. Количество загруженных сущностей: 500/500. |
| 35 | Кологрив         | город   | Получено слишком много сущностей из Викиданные. Количество загруженных сущностей: 500/500. |
| 36 | Колохта          | посёлок | Получено слишком много сущностей из Викиданные. Количество загруженных сущностей: 500/500. |
| 37 | Копьёво          | деревня | Получено слишком много сущностей из Викиданные. Количество загруженных сущностей: 500/500. |
| 38 | Королево         | деревня | Получено слишком много сущностей из Викиданные. Количество загруженных сущностей: 500/500. |
| 39 | Котляш           | деревня | Получено слишком много сущностей из Викиданные. Количество загруженных сущностей: 500/500. |
| 40 | Красавица        | деревня | Получено слишком много сущностей из Викиданные. Количество загруженных сущностей: 500/500. |
| 41 | Красный Бор      | посёлок | Получено слишком много сущностей из Викиданные. Количество загруженных сущностей: 500/500. |
| 42 | Крутец           | деревня | Получено слишком много сущностей из Викиданные. Количество загруженных сущностей: 500/500. |
| 43 | Лисицино         | деревня | Получено слишком много сущностей из Викиданные. Количество загруженных сущностей: 500/500. |
| 44 | Логутиха         | деревня | Получено слишком много сущностей из Викиданные. Количество загруженных сущностей: 500/500. |
| 45 | Малая Каменка    | деревня | Получено слишком много сущностей из Викиданные. Количество загруженных сущностей: 500/500. |
| 46 | Малышино         | деревня | Получено слишком много сущностей из Викиданные. Количество загруженных сущностей: 500/500. |
| 47 | Маракино         | деревня | Получено слишком много сущностей из Викиданные. Количество загруженных сущностей: 500/500. |
| 48 | Мартьянка        | деревня | Получено слишком много сущностей из Викиданные. Количество загруженных сущностей: 500/500. |
| 49 | Мичурино         | деревня | Получено слишком много сущностей из Викиданные. Количество загруженных сущностей: 500/500. |
| 50 | Нагорново        | деревня | Получено слишком много сущностей из Викиданные. Количество загруженных сущностей: 500/500. |
| 51 | Нижний Воймас    | деревня | Получено слишком много сущностей из Викиданные. Количество загруженных сущностей: 500/500. |
| 52 | Новосёлки        | деревня | Получено слишком много сущностей из Викиданные. Количество загруженных сущностей: 500/500. |
| 53 | Овсяниково       | деревня | Получено слишком много сущностей из Викиданные. Количество загруженных сущностей: 500/500. |
| 54 | Октябрьский      | посёлок | Получено слишком много сущностей из Викиданные. Количество загруженных сущностей: 500/500. |
| 55 | Павлово          | деревня | Получено слишком много сущностей из Викиданные. Количество загруженных сущностей: 500/500. |
| 56 | Паунино          | деревня | Получено слишком много сущностей из Викиданные. Количество загруженных сущностей: 500/500. |
| 57 | Пехарово         | деревня | Получено слишком много сущностей из Викиданные. Количество загруженных сущностей: 500/500. |
| 58 | Половинново      | деревня | Получено слишком много сущностей из Викиданные. Количество загруженных сущностей: 500/500. |
| 59 | Померекино       | деревня | Получено слишком много сущностей из Викиданные. Количество загруженных сущностей: 500/500. |
| 60 | Починок          | деревня | Получено слишком много сущностей из Викиданные. Количество загруженных сущностей: 500/500. |
| 61 | Рамешки          | деревня | Получено слишком много сущностей из Викиданные. Количество загруженных сущностей: 500/500. |
| 62 | Рапоново         | деревня | Получено слишком много сущностей из Викиданные. Количество загруженных сущностей: 500/500. |
| 63 | Рубцово          | деревня | Получено слишком много сущностей из Викиданные. Количество загруженных сущностей: 500/500. |
| 64 | Слеповское       | деревня | Получено слишком много сущностей из Викиданные. Количество загруженных сущностей: 500/500. |
| 65 | Судилово         | деревня | Получено слишком много сущностей из Викиданные. Количество загруженных сущностей: 500/500. |
| 66 | Суховерхово      | деревня | Получено слишком много сущностей из Викиданные. Количество загруженных сущностей: 500/500. |
| 67 | Тодино           | деревня | Получено слишком много сущностей из Викиданные. Количество загруженных сущностей: 500/500. |
| 68 | Ужуга            | посёлок | Получено слишком много сущностей из Викиданные. Количество загруженных сущностей: 500/500. |
| 69 | Урма             | деревня | Получено слишком много сущностей из Викиданные. Количество загруженных сущностей: 500/500. |
| 70 | Фёдорково        | деревня | Получено слишком много сущностей из Викиданные. Количество загруженных сущностей: 500/500. |
| 71 | Хапово           | деревня | Получено слишком много сущностей из Викиданные. Количество загруженных сущностей: 500/500. |
| 72 | Хмелёвка         | деревня | Получено слишком много сущностей из Викиданные. Количество загруженных сущностей: 500/500. |
| 73 | Церковное        | деревня | Получено слишком много сущностей из Викиданные. Количество загруженных сущностей: 500/500. |
| 74 | Черменино        | деревня | Получено слишком много сущностей из Викиданные. Количество загруженных сущностей: 500/500. |
| 75 | Шаблово          | деревня | Получено слишком много сущностей из Викиданные. Количество загруженных сущностей: 500/500. |
| 76 | Шилекша          | деревня | Получено слишком много сущностей из Викиданные. Количество загруженных сущностей: 500/500. |
| 77 | Шлыково          | деревня | Получено слишком много сущностей из Викиданные. Количество загруженных сущностей: 500/500. |
| 78 | Шоргутово        | деревня | Получено слишком много сущностей из Викиданные. Количество загруженных сущностей: 500/500. |
| 79 | Юрино            | деревня | Получено слишком много сущностей из Викиданные. Количество загруженных сущностей: 500/500. |
| 80 | Яковлево         | деревня | Получено слишком много сущностей из Викиданные. Количество загруженных сущностей: 500/500. |

## Костромской
Время, выделенное для выполнения скриптов, истекло.

## Красносельский
Время, выделенное для выполнения скриптов, истекло.

## Макарьевский
Время, выделенное для выполнения скриптов, истекло.

## Мантуровский
С точки зрения муниципального устройства на территории Мантуровского района и города областного значения Мантурово образован городской округ Мантурово.
Время, выделенное для выполнения скриптов, истекло.

## Межевской (Межевской муниципальный округ)
Время, выделенное для выполнения скриптов, истекло.

## Нейский
С точки зрения муниципального устройства на территории Нейского района и города областного значения Неи образован муниципальный район Нейский муниципальный округ.
Время, выделенное для выполнения скриптов, истекло.

## Нерехтский
С точки зрения муниципального устройства на территории Нерехтского района и города областного значения Нерехты образован муниципальный район город Нерехта и Нерехтский район.
Время, выделенное для выполнения скриптов, истекло.